# 笨錢效應
是一部2023年美国传记喜剧剧情片，由克雷格·格里斯佩执导，劳伦·舒克·布鲁姆和丽贝卡·安杰洛编剧，改编自本·梅斯里奇2021年出版的著作《軋空風暴：GameStop散戶起義如何逆襲華爾街，掀起史詩級金融震盪》（The Antisocial Network: The GameStop Short Squeeze and the Ragtag Group of Amateur Traders That Brought Wall Street to Its Knees），讲述了2021年1月发生的遊戲驛站軋空事件。影片由保羅·達諾、皮特·戴维森、文森特·諾費奥、艾美莉卡·弗利拉、尼克·奥夫曼、安東尼·拉莫斯、賽巴斯汀·斯坦、莎蓮·活莉与塞斯·羅根联袂出演，定于2023年9月29日由索尼影业发行上映。
电影改编自遊戲驛站軋空事件，讲述Reddit讨论版“華爾街賭場”的用户组成散户投资者，对两个赌GameStop股价会下跌的对冲基金进行軋空。這部改編電影獲得評論家們正面為主的評價，但是票房不足以和製作成本打平而變成虧本作品。

## 劇情
基斯·吉尔是一位來自麻薩諸塞州布羅克頓的普通工薪階層男性，從事金融分析師的工作。在他的空閒時光，他喜歡瀏覽Reddit上關於股市的子版面華爾街賭場，並以Roaring Kitty的名義在YouTube上進行直播，分享他的觀點。他努力為家庭謀生，但他的兄弟Kevin經常嘲笑他在YouTube上的活動，稱其為書呆子般的無聊內容。
2020年6月，COVID-19疫情高峰期間，基斯注意到遊戲零售商GameStop的股價正在下跌，於是將他所有的積蓄投入購買GameStop的股票，並定期在直播中與觀眾分享更新。儘管Kevin和其他同事認為這是浪費時間，但到了2021年1月，華爾街賭場上的討論揭露了包括梅爾文資本及其創始人Gabe Plotkin在內的幾家對沖基金投資公司一直在做空GameStop的股票，認為該公司將關閉。然而，當包括正努力度日的護士Jennifer、GameStop零售員工Marcos，以及女同志大學情侶Riri和Harmony在內的投資者開始積極購買股票時，GameStop的整體股價大幅上升，導致Plotkin和其他投資公司的CEO在同一時間內損失數億美元，而基斯則被譽為金融大師。
當華爾街賭場因「煽動性和粗俗內容」被暫時關閉時，情況出現轉折。這導致GameStop股票出現大量恐慌性賣出，試圖在預期的價格下跌之前賣出。當免佣金股票交易網站羅賓漢無法適當支付銷售款項時，應Citadel LLC老闆Ken Griffin的要求，聯席主席Vlad Tenev暫停了對GameStop股票的所有購買行為，試圖降低股價。這一策略最終起到了效果，但隨後的負面反彈導致美國眾議院金融服務委員會進行調查，Tenev、Griffin、Plotkin和基斯都被傳喚，前三者因在事件中的角色而被傳喚，而基斯則因涉嫌利用這一情況欺騙公眾，讓自己變得富有。在投資者努力辯護自己的行為時，基斯堅決否認任何不當行為，聲稱他只是在那種情況下任何對投資銀行有一定了解的人都會做的事。
事件過後，文字更新顯示了幾位個體的影響：Plotkin因這次事件造成的淨損失被迫關閉梅爾文資本；羅賓漢在這場風波後成為了多起訴訟的目標，並且其股市起步價格顯著低於之前；Harmony利用她所獲得的資金償還了家庭的債務問題，並繼續與Riri保持關係；Marcos賣掉了一半的GameStop股票並辭去了公司的職位；Jennifer仍處於債務中，但保留了她的股份；基斯在4月底退出了YouTube，以避開公眾的視線，並賣掉部分股票給Kevin買了一輛昂貴的車，以此結束他因不借車給他做食品配送而產生的抱怨。

## 演员
- 保羅·達諾 饰 基斯·吉尔，轧空事件的主要推手[7]
- 皮特·戴维森 饰 凯文·吉尔（Kevin Gill），基斯的哥哥[7]
- 文森特·諾費奥 饰 斯蒂夫·科恩（英语：Steve Cohen (businessman)），对冲基金负责人[7]
- 艾美莉卡·弗利拉 饰 珍妮弗·坎贝尔（Jennifer Campbell），基斯YouTube频道的粉丝[7]
- 尼克·奥夫曼（英语：Nick Offerman） 饰 肯尼思·C·格里芬（英语：Kenneth C. Griffin），对冲基金负责人[7]
- 安東尼·拉莫斯 饰 马库斯（Marcus），游戏驿站门店职员[7]
- 賽巴斯汀·斯坦 饰 弗拉德·特内夫（英语：Vlad Tenev），羅賓漢公司负责人[7]
- 莎蓮·活莉 饰 卡罗琳·吉尔（Caroline Gill），基斯的妻子[7]
- 塞斯·羅根 饰 加布·普洛特金（英语：Gabe Plotkin），梅尔文资本公司负责人[7]
- 丹·德翰 饰 布萊德（Brad），马库斯的上司[7]
- 麥哈拉·哈羅德 饰 瑞瑞（Riri），马库斯的投资人
- 鲁西·科塔（英语：Rushi Kota） 饰 拜居·巴哈特（英语：Baiju Bhatt）
- 塔莉雅·萊德 饰 哈蒙妮（Harmony），马库斯的投资人[7]

## 制作

### 开发
2021年1月，消息指米高梅买下了本·梅斯里奇讲述遊戲驛站軋空事件的著作《反社会网络》的版权，由2010年电影《社群網戰》的制片人迈克尔·德·鲁卡和亚伦·莱德尔参与制片，而当时这本书还在撰写中。同年5月，劳伦·舒克·布鲁姆与丽贝卡·安杰洛宣布参与编剧，卡梅伦·文克莱沃斯和泰勒·文克莱沃斯担任执行制片人。2022年4月，克雷格·格里斯佩签约担任导演，他计划在同年夏天或秋天启动拍摄工作。同年9月，消息指电影更名为《傻钱》，制作工作定于10月正式启动，德·卢卡与米高梅离开项目，转由黑熊影业参与融资，并计划于一年一度的多倫多國際電影節寻找发行商。最终参与《社群網戰》发行的索尼影視娛樂买下了影片在美国国内及海外部分地区的发行权。

### 选角
2022年9月，保羅·達諾、塞斯·羅根、賽巴斯汀·斯坦和皮特·戴维森宣布加盟剧组，其中罗根与斯坦继2022年迷你电视剧《潘與湯米》后再度携手格里斯佩，而斯坦至此之前还参演了格里斯佩2017年的电影《老娘叫譚雅》。次月，莎蓮·活莉、安東尼·拉莫斯、文森特·諾費奥、丹·德翰、麥哈拉·哈羅德、艾美莉卡·弗利拉、鲁西·科塔、尼克·奥夫曼与塔莉雅·萊德宣布加盟剧组。

### 摄制
主体拍摄于2022年10月启动。

## 发行
索尼电影发行旗下的哥倫比亞影業负责电影在美国地区院线的发行，索尼、黑熊国际与其他独立发行商在海外同步发行。电影最初由米高梅负责发行，原本定档2022年9月22日，后推迟到2023年9月22日，之后再次被推迟到2023年10月20日。然而，为避开与《泰勒·斯威夫特：时代巡回演唱会》竞争，索尼于9月初紧急宣布电影提前至2023年9月29日。